# Araucanía (região histórica)

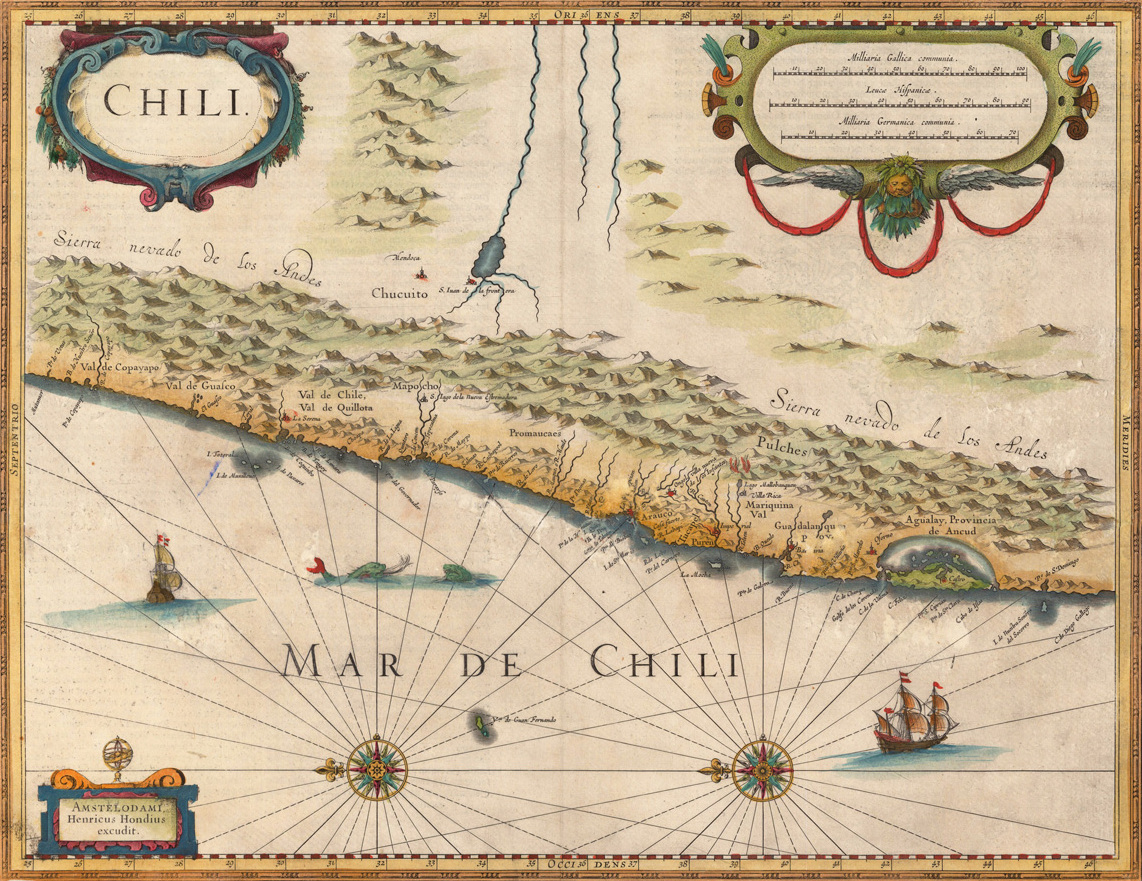
Mapa do Chile de 1635 onde "Arauco" aparece entre os nomes.

Araucanía ou Arauco é o nome dado durante a conquista espanhola do Chile à zona habitada pelos araucanos, que se situava entre os rios Itata e Toltén, no sul do Chile.
Após a grande revolta de Moluches e Huilliches, que ocorreu após a batalha de Curalaba em 1598 durante a Guerra de Arauco, os espanhóis foram expulsos da margem sul do rio Biobío. Após muitas décadas de guerra adicional, os rios Biobío e Toltén foram reconhecidos pelos espanhóis como os limites da Araucanía. Inicialmente, a Capitania-Geral do Chile chamou à zona fronteiriça norte com Araucanía "La Frontera", e mais tarde, por extensão, tudo o que hoje se entende como a região histórica da Araucanía, incluindo a fronteira sul.
Actualmente, esta região corresponde aproximadamente à região de Araucanía, e à província de Arauco, e ao sul das províncias de Concepción e Biobío na região de Biobío.